# Jankovich Lőrinc
Jeszeniczei Jankovich Lőrinc (Mezőhegyes, 1907. október 8. – Szatmárnémeti, 1990.  szeptember 14.) magyar katona, olimpikon és lovaglótanár. Az 1936. évi nyári olimpia résztvevője a háromnapos lovastusa (military) versenyben indult.

## Élete
Édesapja jószágfelügyelőként, majd királyi jószágigazgatóként dolgozott Mezőhegyesen. Így már gyermekkorától kezdve a lovak mellett lehetett. A katonai pályát választotta és 1931 augusztus 20-án avatták hadnaggyá, majd Ceglédre a 2. Huszárezredhez helyezték. 1933. október 2. és 1934. április 30. között Komáromban a lovastiszti tanfolyamon vett részt, ezután a Honvéd Versenyistállóhoz vezényelték. 1934. augusztus 1-től Örkénytáborban a Magyar Királyi Lovaglótanár-képző és Hajtóiskola hallgatója volt. 1934. november 1-jén főhadnaggyá léptették elő. 1936. november 1-jén az olimpiai csoportba helyezték. Az  1936. évi nyári olimpiai játékokon Berlinben a háromnapos lovastusa versenyen egyéni számban Irány nevű lován, 154,30 pontos teljesítménnyel a 9. helyen végzett. A csapat mely a magyar lovassport egyik legjobb hármasa volt (Endrődy Ágoston, Visy István) Visy lovának lábtörése miatt visszalépett és az éremesélyes csapat végül helyezetlenül végzett.
1940. augusztus 1-től 1942-ig a Lovagló és Hajtótanárképző Iskola lovaglótanára volt. Időközben géppuskás, árkász és gáztiszti tanfolyamot is végzett. 1940. szeptember 1-jén századossá léptették elő. 1942. július 8-tól a 23. Önálló Huszárszázad parancsnokaként a 2. hadsereg Don menti hadműveleti területén frontszolgálatot teljesített. Hazaérte után ismét lovaglótanár lett és ő volt az olimpiai csoport vezetője. 1944. október 10-től a Huszár Központi Iskola beosztott tisztje volt, melynek kötelékében 1945. január 2-án hagyta el az országot. A Bajorországba kitelepült 8. Újonckiképző Huszárszázad parancsnoka lett. 1945. április 13-án amerikai fogságba esett, ahonnan 1946. március 10-én tért haza. Jelentkezett a budapesti 13. Kiegészítő Parancsnokságon, ahol igazolták. majd 1947. június 12-én pedig B-listázták.
A háború után végül a felesége révén Szatmárnémetiben telepedett le és ott élt haláláig. Szatmárnémetiben a Magyar utcai Református temetőben található a sírja.